# Button Islands
Button Islands är en ögrupp i Kanada.   De ligger i territoriet Nunavut, i den östra delen av landet, 1 800 km nordost om huvudstaden Ottawa. Till Button Islands hör bland annat MacColl Island, Observation Island, Erhardt Island, Lawson Island, Leading Island, King Island, Holdridge Island, Goodwin Island, Lacy Island, Dolphin Island, Niels Island och Clark Island.